# Chi Nấm gan bò
Chi Nấm gan bò (danh pháp khoa học: Boletus) là chi nấm gồm khoảng 100 loài được mô tả lần đầu bởi Carl Linnaeus năm 1753.